# Шамрай Любов Миколаївна
Любов Миколаївна Шамрай (нар. 13 квітня 1958, с. Михайлівка, Чугуївський район, Харків. обл.) — українська політик, у 2005—2010 рр. і з 2014 — голова Ізюмської районної державної адміністрації, з 2015 року — депутат Ізюмської райради від партії «Блок Петра Порошенка «Солідарність»». Орден «За заслуги» II ступеня (2018).

## Освіта
- Харківський державний університет (1975—1980), фах — «біолог, викладач біології та хімії»; Харківський регіональний інститут державного управління Національної академії державного управління при Президентові України (2004), магістр державного управління.

## Трудова діяльність
1980 — викладач хімії і біології, Ізюмське сільське виробничо-технічне училище N 11 Харків. обл.
12.1980-12.85 — секретар комітету комсомолу СПТУ-11, секретар-завідувач відділу учнівської молоді і піонерів, Ізюмський МК ЛКСМУ.
12.1985-09.91 — інструктор оргвідділу, Ізюмський МК КПУ.
З 1991 до 2000 року працювала у відділі освіти Ізюмської райдержадміністрації.
2000—2001 — завідувач відділу у справах сім'ї та молоді, завідувач відділу з питань молоді та спорту, заступник голови райдержадміністрації. У 2001—2005 — начальник відділу освіти, з березня 2005 по квітень 2010 — голова Ізюмської райдержадміністрації.

## Нагороди та відзнаки
- 2009 р. — орден «За заслуги» III ст.[5]
- 2018 р. — орден «За заслуги» II ст.